# Chaetostephana rendalli
Chaetostephana rendalli är en fjärilsart som beskrevs av Rothschild 1896. Chaetostephana rendalli ingår i släktet Chaetostephana och familjen nattflyn. Inga underarter finns listade i Catalogue of Life.